# Ir. J.W. Tops-huis

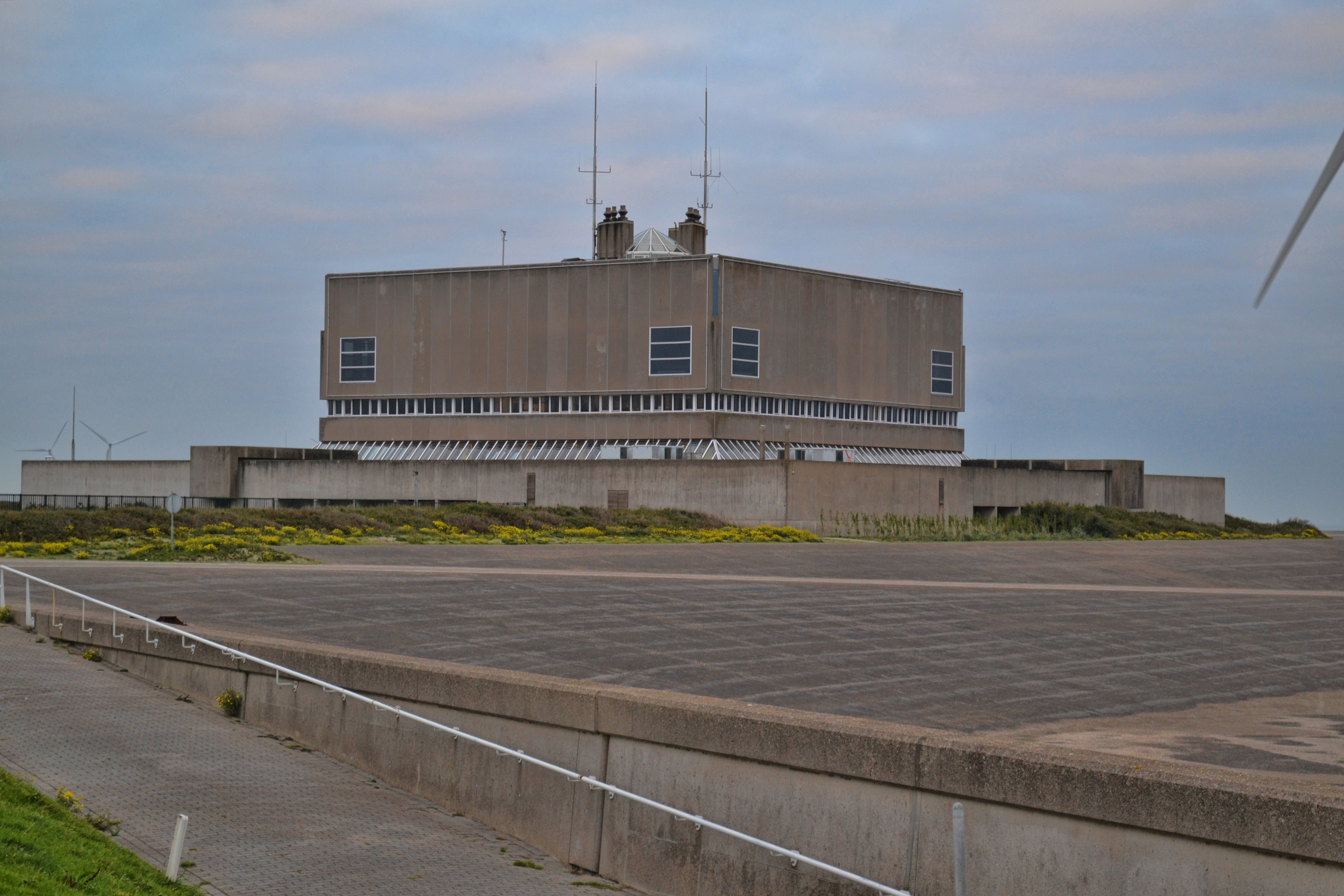
Het Ir. J.W. Tops-huis

Het ir. J.W. Tops-huis op werkeiland Neeltje Jans bij de Oosterscheldekering in de provincie Zeeland is een gebouw van de Nederlandse overheidsorganisatie Rijkswaterstaat. Onder meer 'Bediencentrale Topshuis' is er gevestigd. Deze bedient een aantal waterbouwkundige kunstwerken in de wijde omgeving:
- Oosterscheldekering
- Kreekraksluizen
- Grevelingensluis
- Zandkreeksluis
- Roompotsluis
- Bergse Diepsluis[1]

Daarnaast wordt het gebouw gebruikt als kantoorlocatie voor personeel van Rijkswaterstaat en als ontvangstruimte voor (internationale) gasten. Op de twee bovenste verdiepingen van dit gebouw is een expositie gehuisvest, ca. 2000 m² groot: het Informatiepunt Nationaal Park Oosterschelde. 
Het gebouw is genoemd naar ir. J.W. (Hans) Tops, een voormalige directeur-generaal van Rijkswaterstaat. 

## Het gebouw
Het J.W. Tops-huis werd in 1987 door Wim Quist ontworpen en bestaat bouwkundig uit twee betonnen dozen, een grote platte met daarop een kleinere hoge doos van drie verdiepingen. Aan de hoge doos zijn twee wenteltrappenhuizen bevestigd. In de laagbouw bevinden zich magazijnen, kantoren, een centrale met vijf 800kVA-dieselgeneratoren en werkplaatsen rond een binnenhof met parkeerplaatsen. Bezoekers van de tentoonstelling over de bouw van de Oosterscheldekering worden via een glazen entree met een brug over de binnenplaats geleid naar een centraal trappenhuis. Daar leidt een dubbele spiraaltrap naar een restaurant en de expositieruimte. 
In het gebouw hangt een getijklok die in 2013 werd aangepast aan het veranderde lokale getij van 'Roompot Buiten', oftewel de buitenzijde van de stormvloedkering.

## Afstandsbediening
Op 2 maart 2009 werd gestart met 24-uurs op afstand bedienen van de Zandkreeksluis, Roompotsluis, Grevelingensluis en de Bergsediepsluis in Zeeland.
De ombouw van de Sluizen Hansweert en de Krammersluizen, inclusief een aantal bruggen over het Kanaal door Zuid-Beveland staan nog op het programma.